# Dactylorhiza russowii
Dactylorhiza russowii là một loài thực vật có hoa trong họ Lan. Loài này được (Klinge) Holub mô tả khoa học đầu tiên năm 1964.

## Hình ảnh

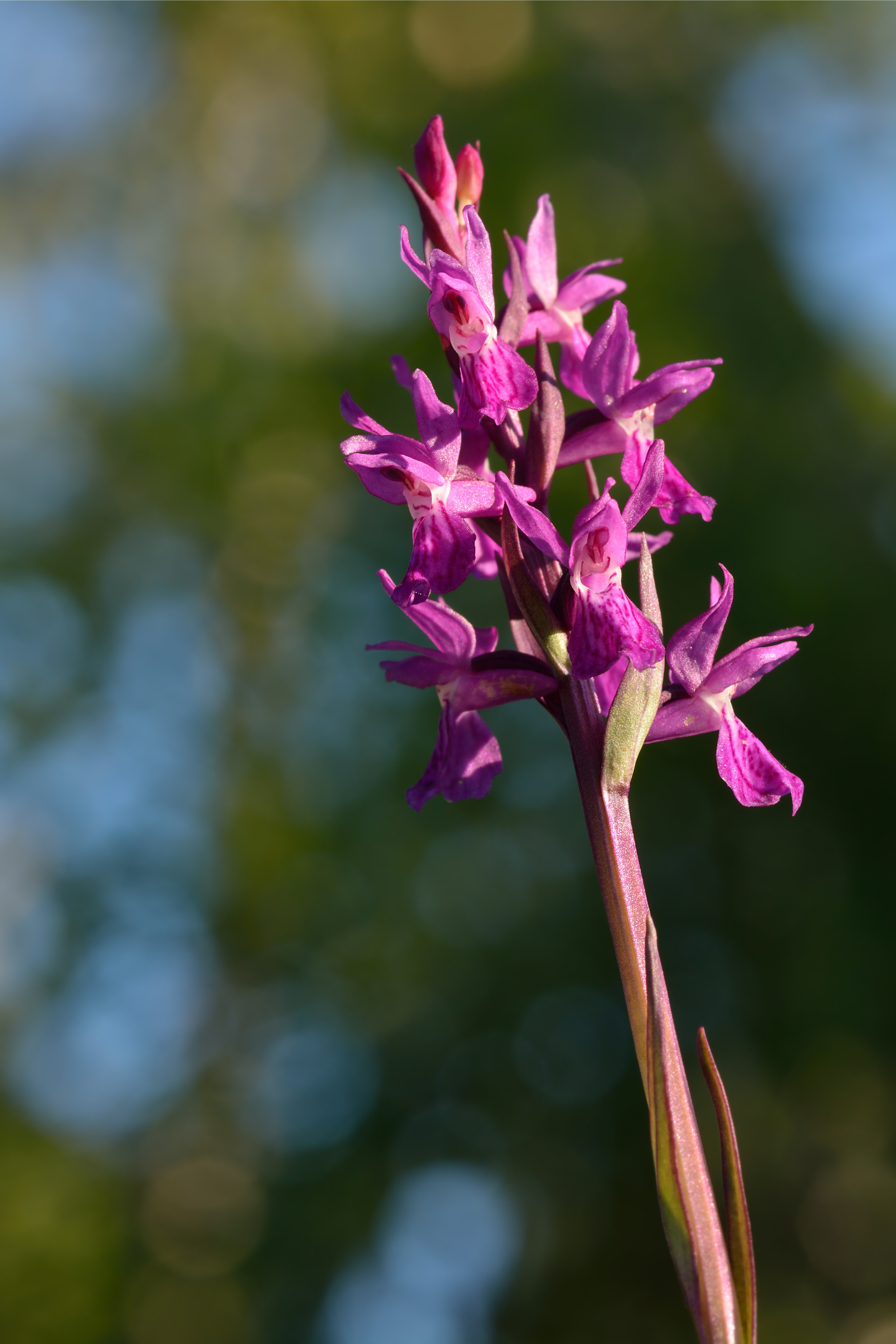
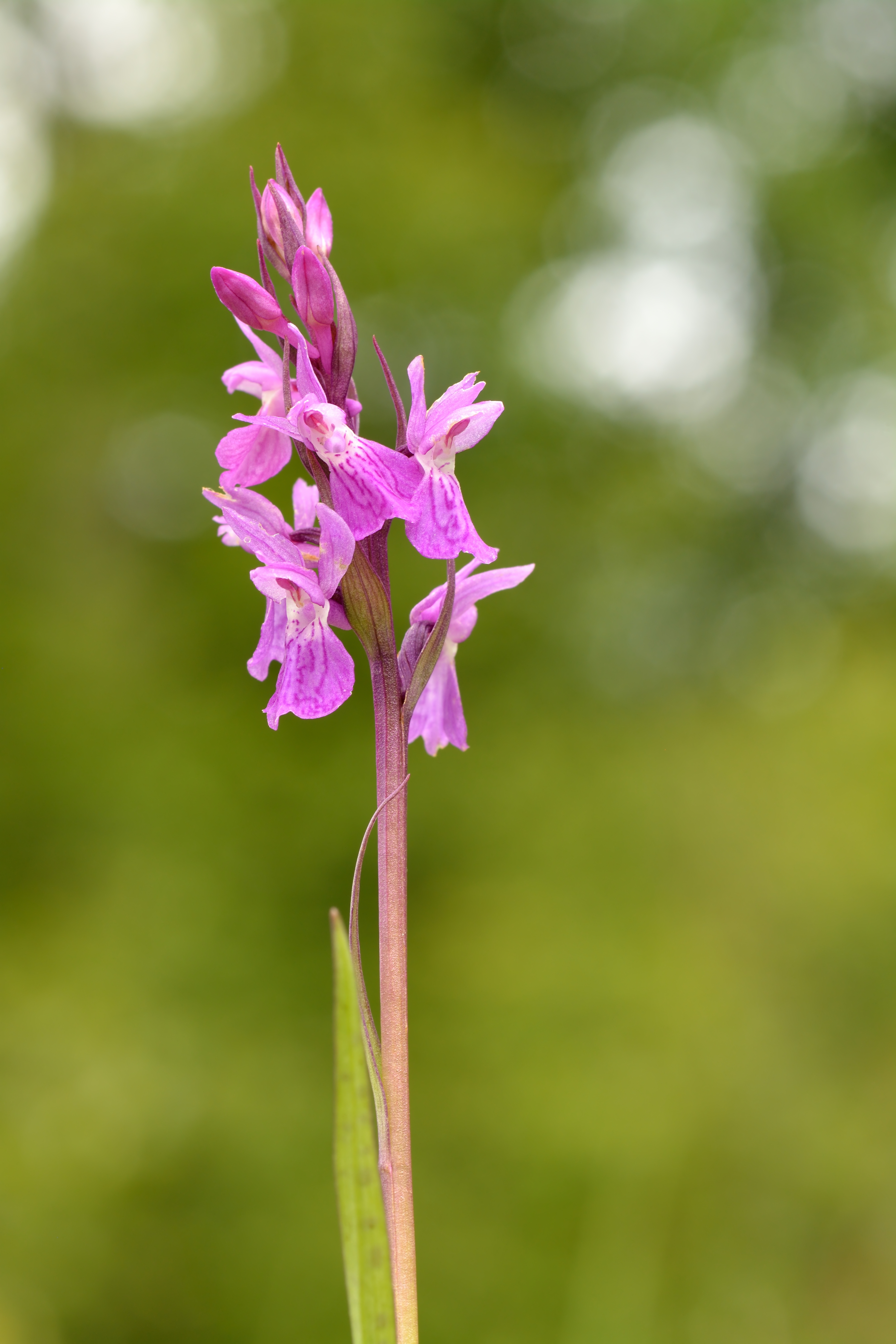
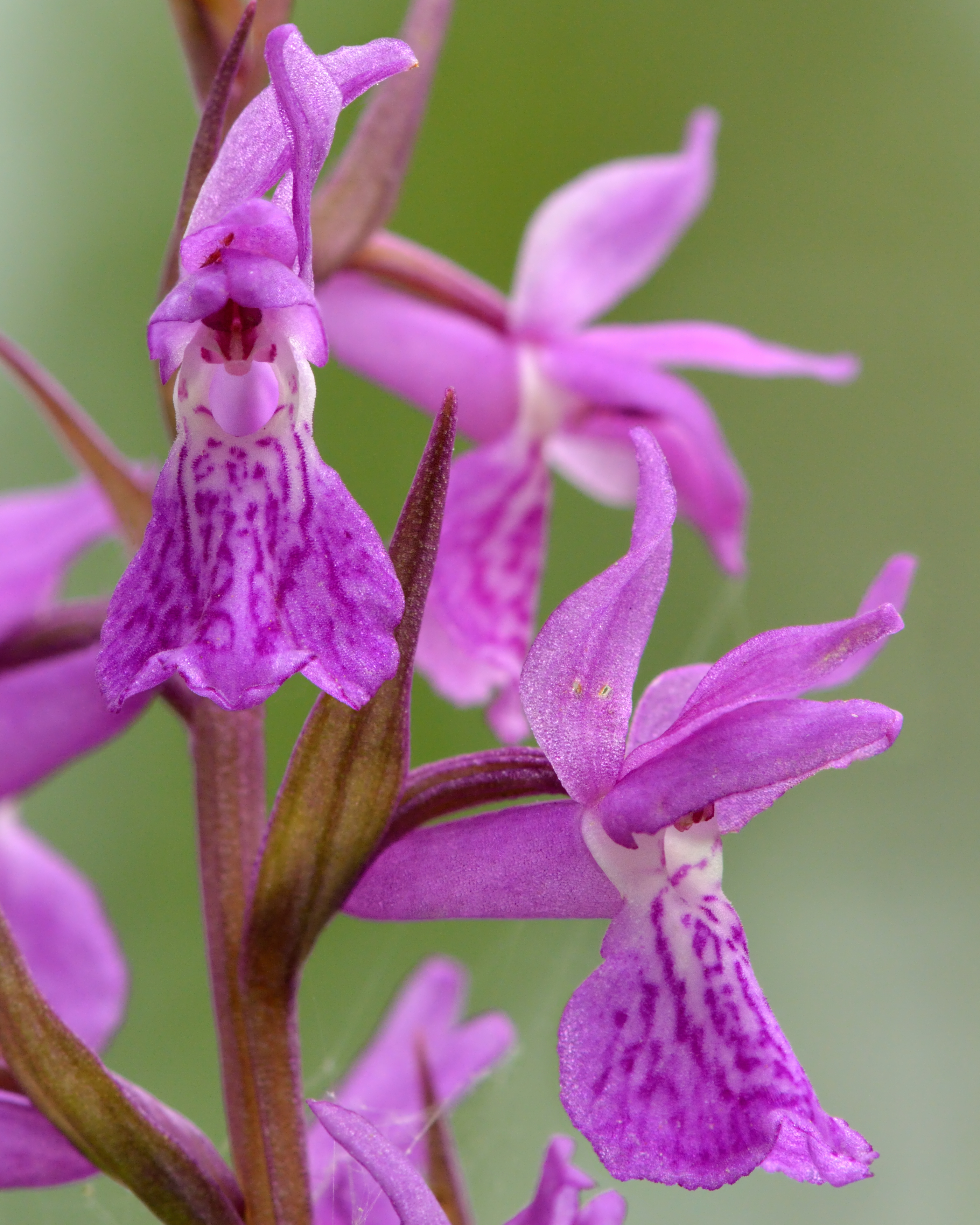
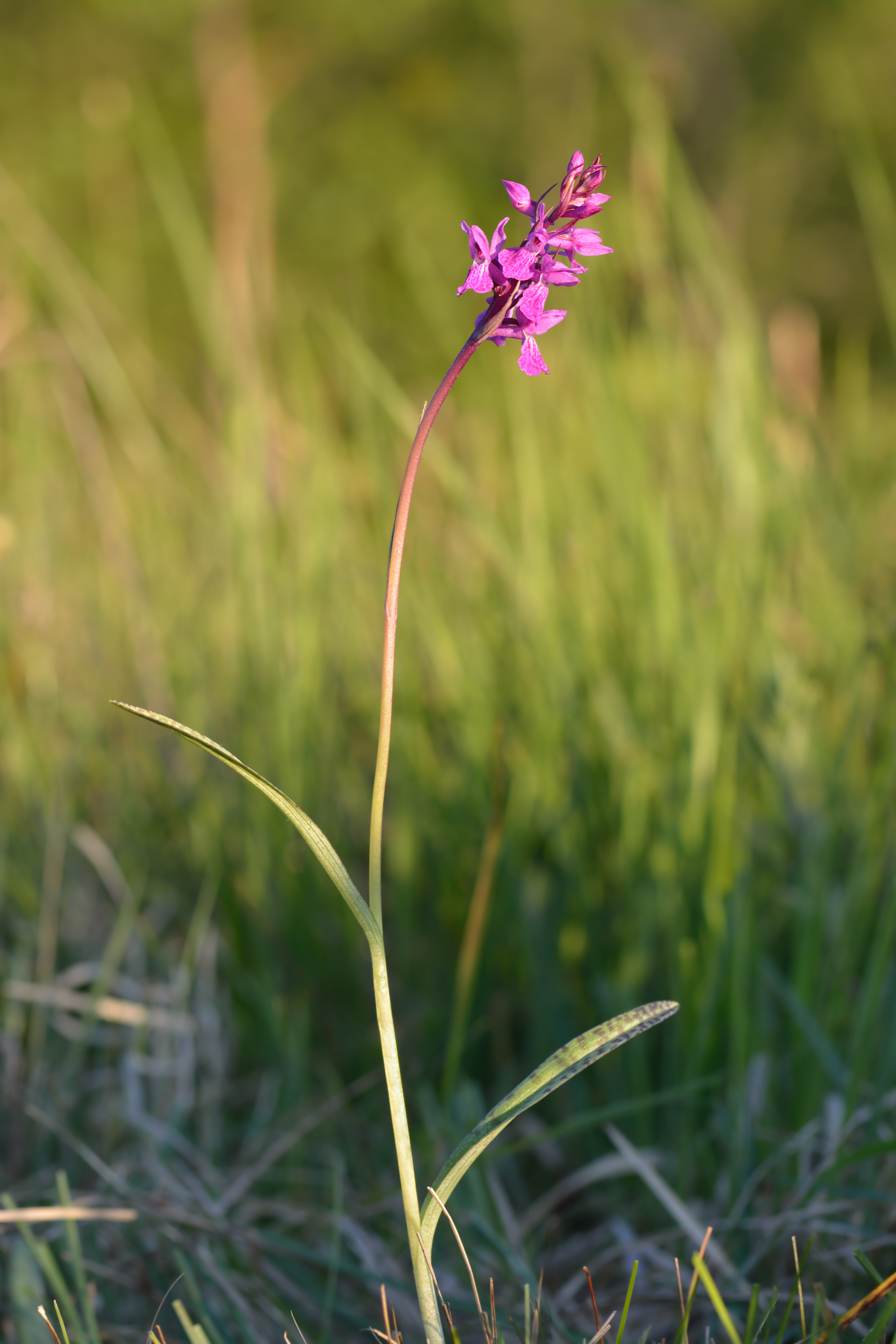